# Campionati mondiali di sollevamento pesi 2024 - 71 kg femminile
Le gare di sollevamento pesi della categoria fino a 71 kg femminile — pesi massimi leggeri — dei campionati mondiali del 2024 si sono svolte l'11 dicembre 2024 a Manama presso il Weightlifing Marquee Venue.

## Programma
L'orario indicato corrisponde a quello bahreinita (UTC+03:00)
| Data             | Orario | Evento   |
| ---------------- | ------ | -------- |
| 11 dicembre 2024 | 10:30  | Gruppo C |
| 11 dicembre 2024 | 13:00  | Gruppo B |
| 11 dicembre 2024 | 17:30  | Gruppo A |

## Medagliate
Per ciascun esercizio, le prime tre classificate sono le seguenti:
| Esercizio | Oro           | Oro    | Argento       | Argento | Bronzo        | Bronzo |
| --------- | ------------- | ------ | ------------- | ------- | ------------- | ------ |
| Strappo   | Yang Qiuxia   | 121 kg | Olivia Reeves | 120 kg  | Jong Chun-hui | 116 kg |
| Slancio   | Olivia Reeves | 147 kg | Jong Chun-hui | 146 kg  | Yang Qiuxia   | 140 kg |
| Totale    | Olivia Reeves | 267 kg | Jong Chun-hui | 262 kg  | Yang Qiuxia   | 261 kg |

## Record
Prima di questa competizione, i record mondiali esistenti erano i seguenti:
| Record mondiale | Strappo | Angie Palacios | 121 kg | L'Avana, Cuba        | 14 luglio 2023    |
| Record mondiale | Slancio | Song Kuk-hyang | 154 kg | Tashkent, Uzbekistan | 7 febbraio 2024   |
| Record mondiale | Totale  | Liao Guifang   | 273 kg | Riad, Arabia Saudita | 13 settembre 2023 |

## Risultati
| Pos. | Atleta                           | Gr. | Peso atleta | Strappo (kg) | Strappo (kg) | Strappo (kg) | Strappo (kg) | Slancio (kg) | Slancio (kg) | Slancio (kg) | Slancio (kg) | Totale   |
| Pos. | Atleta                           | Gr. | Peso atleta | 1            | 2            | 3            | Pos.         | 1            | 2            | 3            | Pos.         | Totale   |
| ---- | -------------------------------- | --- | ----------- | ------------ | ------------ | ------------ | ------------ | ------------ | ------------ | ------------ | ------------ | -------- |
|      | Olivia Reeves (USA)              | A   | 71.00       | 110          | 115          | 120          |              | 143          | 147          | 147          |              | 267      |
|      | Jong Chun-hui (PRK)              | A   | 67.40       | 115          | 115          | 116          |              | 145          | 146          | 146          |              | 262      |
|      | Yang Qiuxia (CHN)                | A   | 70.80       | 115          | 120          | 121          |              | 134          | 140          | 144          |              | 261      |
| 4    | Eygló Fanndal Sturludóttir (ISL) | A   | 71.00       | 101          | 104          | 107          | 5            | 129          | 132          | 134          | 4            | 239      |
| 5    | Julieth Rodríguez (COL)          | A   | 69.48       | 110          | 114          | 115          | 4            | 128          | 133          | 133          | 10           | 238      |
| 6    | Mari Sánchez (COL)               | A   | 71.00       | 103          | 106          | 110          | 6            | 130          | 135          | 135          | 7            | 236      |
| 7    | Jessica Jarquin (MEX)            | B   | 70.44       | 98           | 102          | 105          | 7            | 125          | 130          | 133          | 6            | 235      |
| 8    | Meredith Alwine (USA)            | A   | 71.00       | 95           | 98           | 101          | 9            | 127          | 131          | 132          | 5            | 233      |
| 9    | Kristel Macrohon (PHI)           | A   | 70.68       | 102          | 102          | 106          | 8            | 129          | 129          | 132          | 8            | 231      |
| 10   | Chen Wen-huei (TPE)              | A   | 71.00       | 99           | 101          | 101          | 10           | 128          | 129          | 129          | 9            | 230      |
| 11   | Olivia Selemaia (NZL)            | B   | 70.28       | 96           | 99           | 102          | 12           | 116          | 120          | 123          | 12           | 222      |
| 12   | Diana García (MEX)               | B   | 70.70       | 93           | 96           | 96           | 17           | 123          | 126          | 130          | 11           | 222      |
| 13   | Lisa Schweizer (GER)             | B   | 70.94       | 100          | 103          | 103          | 11           | 115          | 119          | 121          | 17           | 219      |
| 14   | Line Ravn Gude (DEN)             | C   | 69.32       | 92           | 96           | 101          | 15           | 117          | 122          | 125          | 13           | 218      |
| 15   | Aray Nurlybekova (KAZ)           | B   | 70.46       | 93           | 97           | 101          | 14           | 120          | 120          | 120          | 16           | 217      |
| 16   | Alexis Ashworth (CAN)            | B   | 68.82       | 93           | 96           | 99           | 16           | 115          | 120          | 124          | 15           | 216      |
| 17   | Ganzorigiin Anuujin (MGL)        | C   | 71.00       | 92           | 92           | 98           | 13           | 113          | 117          | 122          | 19           | 215      |
| 18   | Tatiana Salas (CRC)              | C   | 69.90       | 92           | 95           | 99           | 18           | 113          | 117          | 120          | 18           | 212      |
| 19   | Erin Barton (GBR)                | B   | 70.34       | 91           | 91           | 94           | 20           | 121          | 121          | 124          | 14           | 212      |
| 20   | Lijana Jakaitė (LTU)             | C   | 70.44       | 90           | 92           | 92           | 19           | 110          | 117          | 117          | 21           | 202      |
| 21   | Mabia Aktar (BAN)                | C   | 70.64       | 81           | 86           | 88           | 21           | 108          | 112          | 114          | 20           | 202      |
| 22   | Gina McMonagle (IRL)             | C   | 68.96       | 80           | 83           | 86           | 22           | 105          | 109          | 112          | 22           | 195      |
| 23   | Natália Hušťavová (SVK)          | C   | 66.32       | 80           | 83           | 85           | 23           | 100          | 103          | 106          | 23           | 188      |
| 24   | Zainab Yahya (BHR)               | C   | 70.98       | 78           | 82           | 82           | 24           | 92           | 97           | 102          | 24           | 175      |
| 25   | Lydia Nakidde (UGA)              | C   | 68.96       | 70           | 73           | 75           | 25           | 90           | 95           | 100          | 25           | 170      |
| 26   | Hanan Al-Ameer (KUW)             | C   | 71.00       | 60           | 65           | 70           | 26           | 75           | 80           | 85           | 26           | 150      |
| —    | Charlotte Simoneau (CAN)         | B   | 71.00       | —            | —            | —            | —            | —            | —            | —            | —            | —        |
| —    | Reihaneh Karimi (IRI)            | B   | ritirata    | ritirata     | ritirata     | ritirata     | ritirata     | ritirata     | ritirata     | ritirata     | ritirata     | ritirata |